# Allegoria della vita umana
L'Allegoria della vita umana è una scultura in marmo (90 x 85 cm) realizzata a Roma da Francesco Grassia, datata 1661 e oggi conservata nella collezione della Maymont Foundation (The Dooley Mansion) a Richmond, Virginia.

## Storia
La scultura venne realizzata a Roma intorno al 1661, da come ci è dato sapere da alcuni documenti rinvenuti negli archivi della famiglia Cardelli, e acquistata due anni dopo direttamente dal Grassia da Carlo Cardelli Senior, concordando la cifra di 360 scudi, cifra all'epoca non irrilevante, che si tramutarono poi in un vitalizio per l'artista di 18 scudi depositati ogni sei mesi al Monte di Pietà per vent'anni.

La scultura, ad oggi l'unica del Grassia superstite tra quelle da lui prodotte per il mecenatismo privato, rimase all'interno della collezione Cardelli fino al 1890, quando venne ceduta alla Galleria Sangiorgi (Roma) attraverso il Conte Giulio Vici Foschi e dove, il 7 giugno del 1910, venne venduta per la cifra di 4500 dollari alla coppia americana James and Sallie Dooley, che la fecero spedire a Richmond, negli Stati Uniti
.

La scultura al momento della vendita era però catalogata come opera del Bernini, dato che nei secoli si perse l'originaria attribuzione del Grassia, riemersa più tardi con il ritrovamento dei documenti all'interno dell'archivio Caldarelli.
Sicuramente il nome del grande scultore barocco, di cui i Dooley avevano visto numerose opere durante il loro soggiorno romano, doveva aver attirato non poco la loro attenzione, ricordandogli le tematiche mitologiche affrontate dal Bernini nelle opere di inizio carriera, come la Capra Amaltea o l'Apollo e Dafne, entrambe conservate all'interno della collezione di Villa Borghese.
Due lettere ne documentano la vendita e l'attribuzione al Bernini, la prima scritta dal gallerista Sangiorgi ai Dooley, dove se ne attesta la vendita
Con la presente mi permetto di affermare che la lettera allegata la presente e regolarmente tradotto è stato affrontato dal Marchese Saverio Cardelli al conte Giulio Folchi Vici, per mezzo del quale ho comprato il gruppo in marmo che ho venduto a voi oggi. Il marchese Saverio Cardelli era il vero proprietario della stessa. Secondo i nostri accordi vendo a voi questo pezzo di statuaria con una base di legno dorato a 4500$, da consegnare a Richmond, in Virginia, USA, libero di tutte le tasse di esportazione in Italia ed entrata in America, o di qualsiasi altra spesa a parte il trasporto merci che è a vostro carico, alle seguenti condizioni riguardo al pagamento: 3000$ in contanti e 1500$ alla consegna del gruppo al vostro domicilio. Mi prenderò la libertà di chiamarvi domani per ricevere i 3000 $.

Ringraziandovi,

Suo devotissimo, G. Sangiorgi»
La seconda scritta dal Marchese Cardelli, che oltre a confermava l'errata paternità al Bernini, si sbaglia sulla provenienza della statua
Credimi con amicizia

Tuo aff.mo Saverio Cardelli»
La scultura arrivò quindi nella collezione private dei Dooley, in Virginia, esposta nella sala da pranzo della villa dove successivamente, dopo la morte dei coniugi, divenne parte del patrimonio della città di Richmond, trasformando la casa in un museo, aperta al pubblico con l'annesso parco, come Maymont Foundation.

## Descrizione e stile
L'opera si presenta come un altorilievo complesso, articolato e pittorico, dove il retro resta incompleto
.

L'attuale silhouette, che presenta una forma vagamente piramidale, non è quella originale, visto che nella parte alta a destra è venuto a mancare un tralcio di vite, che probabilmente dava un'immagine più aperta e meno soffocata alla composizione.

Il soggetto ruota tutto intorno alle figure centrali del satiro e dei due cherubini. Uno dei due cherubini è impegnato nell'abbassare un tralcio di vite per spremere il succo dell'uva all'interno di un guscio di tartaruga, questo in mano al satiro, che cerca di difendere il suo vino allontanando il secondo cherubino con il braccio destro. La scena è incorniciata in alto dai tralci di vite, a sinistra in basso dalla figura di una pantera e a destra da una figura donna racchiusa in un ceppo (di cui si intravede il volto, l'addome e un seno) che si dirama trasformandosi in tralci di vite e grappoli d'uva (immagine che per certi versi ricorda la Dafne del Bernini).
La superficie, se nella parte posteriore del blocco e rimasta allo stadio di abbozzo, viene qui lavorata in modo differente nelle varie parti della scena frontale, dove lo scultore affronta il marmo con texture differenziate per rendere al meglio la pelle, la corteccia, la pelliccia, le foglie e i capelli.
L'artista affronta una sfida visivamente complessa, che non ne uscirà pienamente vincente per diversi fattori, tra cui le proporzioni troncate della pantera, i tralci di vite che comprimono la scena nella parte alta della composizione (soluzione dovuta probabilmente alla forma originale del bocco marmoreo), alla non chiara interazione tra i cherubini e il satiro, così come non chiaro è come sia effettivamente sostenuto il guscio di tartaturga tra i due personaggi frontali.

Ma è soprattutto l'uso esteso del trapano nella composizione (tipico nella produzione del Grassia), che creando marcate opposizioni chiaroscurali ne toglierà il vigore plastico e pittorico, tipico invece della produzione del Bernini, portando l'opera ad una forma pesante e per certi versi scolastica
.

A complicare ulteriormente la composizione è il soggetto scelto dall'artista, dalla tematica visivamente difficile (e tutt'oggi non del tutto chiara), sviluppata con una tecnica complessa senza prima aver appreso in pieno i nuovi dettami stilistici delle botteghe barocche dell'epoca.

## Attribuzione
Alquanto dibattuta fu anche l'attribuzione dell'autore dell'opera.

Venduta dalla galleria Sangiorgi come opera di Gianlorenzo Bernini ad una coppia Americana di cui non si aveva più traccia, la scultura rimase sconosciuta e priva di seri studi approfonditi per circa settant'anni, rimanendo quasi del tutto ignota agli esperti di arte barocca, fino alla sua localizzazione nella collezione della Maymont Foundation grazie anche alla donazione nel 1981 da parte di Sallie Dooley (pronipote di Fitzhugh Elder Jr) di alcuni documenti e lettere relative alla sua vendita che aggiunsero importanti dettagli sulla sua storia e riportarono alla luce degli studiosi di tutto il mondo la scultura, fino ad allora considerata persa.

A lungo i pochi studi che approfondirono il gruppo marmoreo si basavano solo analizzando la foto dei primi del novecento presente nel catalogo della galleria Sangiorgi, portando gli studiosi ad attribuirla sia al periodo napoletano di Pietro Bernini che al periodo giovanile/ellenistico del figlio Gianlorenzo.
L'attribuzione documentata al Grassia, anche se non subito definitiva, avvenne nel 1958 da parte di Italo Faldi dopo l'analisi e lo studio dei documenti dell'archivio Caldarelli, dove emergono note che ne attribuiscono con certezza la paternità e il metodo di pagamento tra la famiglia Cardelli e il Grassia.

Tra i documenti analizzati vi sono una fattura del 1683 dove si può leggere
E sempre dello stesso anno una nota per il pagamento a Giacomo Brandini per la doratura del piedistallo (dove ancora oggi la statua poggia) dove si legge
Le precedenti attribuzioni si dividevano tra chi la inseriva il lavoro tra quelli di Pietro Bernini e chi tra quelli del più famoso figlio Gianlorenzo.
A quest'ultimo si sono avvicinati prima il Farscetti nel 1900, che la avvicina ad un'opera con Bacco presente in un inventario della casa del Bernini del 1706 e presente alla fine del secolo nella casa della famiglia Cardelli (tesi questa successivamente ulteriormente smentita nel 1978 da Olga Raggio che identifica l'opera berniniana con quella presente oggi al Metropolitan Museum) e poi Antonio Santangelo nel 1956 proponendo la scultura come un lavoro giovanile del Bernini, simile alla produzione artistica di opere come la Capra Amaltea della Galleria Borghese e cautamente avvicinandolo, come preludio, all'opera dell'Apollo e Dafne, vicino a quei gruppi di genere mitologico allegorici che erano di moda nei primi anni del XVII secolo, mentre al catalogo del padre Pietro la inserirono A. De Rinaldis nel 1948 e poi Irving Lavin nel 1968 (ignaro dell'attribuzione certificate fatta dal Faldi nel '58), dove Lavin la riconosce come un gruppo marmoreo di Bacco, opera ritenuta persa di Pietro Bernini.
Nel 1983, pubblicando le ulteriori notizie e documenti pervenuti grazie alla donazione di Sallie Dooley alla Maymont Foundation, Miles Chappell rianalizza il gruppo marmoreo come opera di un giovane scultore virtuoso, capace di esprimere le sue qualità tecniche e artistiche in sintonia con le recenti espressioni barocche.
Sarà poi nel 1996 che con l'importante pubblicazione di Andrea Bacchi Scultura del 600 a Roma che la scultura viene (anche fotograficamente) inserita nel catalogo del Grassia, insieme alle altre tre opera presenti nelle chiese romane (il San Girolamo della chiesa di San Girolamo dei Croati, la Madonna con Bambino e i santi Giovannino battista e Giovannino evangelista della chiesa di Santa Maria sopra Minerva e l'Adorazione dei pastori della chiesa dei Santi Ildefonso e Tommaso da Villanova) portando definitivamente ad un totale di quattro pezzi il catalogo delle opere oggi conosciute dello scultore barocco.

## Tema dell'opera
Non del tutto chiaro è anche il tema dell'opera, questione più volte discussa e approfondita ma mai giunta a una conclusione unanime tra i critici.
Se all'interno della documentazione (datata 1683) pervenuta negli archivi della famiglia Cardelli l'opera è titolata Allegoria della vita umana, il Faldi trova il titolo non conforme con l'immagine ben chiara che era in voga in epoca barocca per la tematica scelta (che si differenzia da quella sviluppata nell'opera del Grassia) ma partendo dal titolo ne intravede un'interpretazione dove la figura di donna presente nel tronco della vite, a destra della composizione, rappresenta la forza della vita, generando i frutti di cui i cherubini e il satiro si nutrono, che diventano a loro volta partecipi dell'energia vitale generata, frutti che poi finiscono in bocca alla pantera, a sinistra della composizione, immagine questa simbolo emblematico di morte.
Negli atti della vendita avvenuta alla famiglia Dooley, la traduzione dall'italiano all'inglese di uno dei documenti titola l'opera “Vino”.

Nella lettera in italiano scritta dall'allora Marchese Saverio Cardelli al Conte Giulio Vici Foschi per documentare la provenienza e l'attribuzione a Bernini dell'opera si può leggere
Dove la vite viene tradotta in wine (vino), confondendone la vera tematica e titolandola semplicemente Vino.
Successivamente, il gruppo marmoreo viene poi titolato all'interno delle brochure della collezione della Maymont Foundation prima come Madre terra (brochure del 1926) e poi come Nascita del Vino (brochure del 1975).
Sarà nel 1983 che Miles Chappell ne ipotizza la versione attualmente più accreditata, dove nel titolo che il Marchese Cardelli dà alla statua nella sua lettera, la vite, intravede una più narrativa interpretazione dell'infanzia del satiro Pan, che in una delle tradizioni più accreditate è figlio di Ermes e della ninfa Oinoe.

Chappell sottolinea inoltre come la figura centrale della composizione sia proprio il satiro Pan, facilmente riconoscibile dal dettaglio iconografico delle gambe di una capra e della corona di tralci di vite, mentre la figura di donna è appunto sua madre, che si trasforma in vino per dargli sostentamento e come narra la tradizione, vedendo suo figlio capriccioso ne distoglie lo sguardo. Inoltre alla sinistra del gruppo vi è una pantera, iconograficamente animale sacro di Pan.

Altri riferimenti sono il guscio della tartaruga, anch'esso animale sacro al dio greco e il serpente, anch'esso animale sacro sia a Pan sia a Bacco, che ne simboleggia la rigenerazione.

Il tema, per come è affrontato dal Grassia nella composizione, in cui è presente l'iconografia del vino, dei numerosi grappoli, della pantera, del giovane satiro e della donna che si trasforma in vite, porta a pensare che la statua raffiguri appunto L'infanzia del Satiro Pan, sua madre Oinoe e la sua introduzione al vino.
Attualmente l'opera resta comunque titolata dalla critica all'interno del catalogo del Grassia come Allegoria della vita umana.

## Retaggio e critica
Come già per le altre sculture, l'opera del Grassia è rimasta senza seguito e senza studi approfonditi da parte della critica fino al XX secolo, venendo dimenticato per lungo tempo all'interno del panorama artistico della Roma barocca.

In questo caso la scultura viene inserita all'interno del repertorio giovanile dello scultore, ispirato dalle opere giovanili del Bernini e da quel gusto per le tematiche ellenistiche in voga nei primi anni del XVII secolo, apparendo però tardiva nel momento della sua esecuzione (1661) in un periodo in cui il tema scelto dallo scultore per aggiornare i soggetti del suo repertorio risulta contrastante in quanto già datato e radicalmente superato dalle botteghe barocche dell'epoca.